# کانتو کانری
کانتو کانری (به ژاپنی: 関東管領) نام پست موقعیتی است که از دوره نانبوکوچو تا دوره موروماچی توسط شوگون‌سالاری موروماچی ایجاد شد. این مقام برای کمک به کاماکورا کوبو، رئیس کاماکورا-فو ایجاد شد. اگرچه این سازمان زیرمجموعه کاماکورا کوبو بود، اما صلاحیت انتصاب و عزل در اختیار شوگون بود. در ابتدا این مقام را کانتو شیتسوجی (関東執事) می‌نامیدند. این پست توسط خاندان اوئه‌سوگی به ارث می‌رسید. نخستین کانتو کانری شیبا ایه‌ناگا  نام داشت اما دومین اوئه سوگی نوری‌آکی  نخستین فرد از خاندان اوئه‌سوگی شد که به این مقام رسید. بیست و نهمین و آخرین کانتو کانری اوئه‌سوگی کنشین بود（زمان تصدی مقام：زمان مرگ ۱۵۷۸–۱۵۶۱ ）

## تاریخچه
کاماکورا-فو (دولت کاماکورا) در سال ۱۳۴۹ درست قبل از آشوب کاننو تأسیس شد، زمانی که آشیکاگا تاکائوجی، اولین شوگون موروماچی، پسر بزرگش آشیکاگا یوشی‌آکیرا را از کاماکورا به کیوتو فراخواند و پسر دیگرش آشیکاگا موتوئوجی را جایگزین او کرد. همه چیز با اعزام آشیکاگا موتوئوجی برای حکومت بر منطقه کانتو آغاز شدو از آنجائیکه موتوئوجی فقط ۹ سال داشت. پدرش یک دستیار به نام شیکن (معاون شوگون) را برای کمک به موتوئوجی جوان در خدمت او قرار داد. شیکن‌هایی نیز وجود داشتند (بعدها کانری) که به شوگون در کیوتو کمک می‌کردند، بنابراین معاون‌های منطقه کانتو را «کانتو کانری» می‌نامیدند تا آنها را از معاون‌های شوگون در کیوتو متمایز کنند. در ابتدا، یک سیستم رهبری دو نفره منصوب شد، به دنبال آن اوئه‌سوگی نوری‌آکی و شیبا ایه‌ناگا و پس از آن کو نو موروفویو / تاکاشی فویو و هاتاکه‌یاما کونیکیو قرار گرفتند. در روزهای اولیه، خاندان شیبا و خاندان هاتاکه‌یاما سمت کانتو کانری را بر عهده داشتند، اما به تدریج خاندان اوئه‌سوگی بر آن تسلط یافت و در نهایت این مقام در خاندان اوئه‌سوگی ارثی شد. خاندان اوئه‌سوگی همچنین مسئولیت سرپرستی ولایت کوزوکه و ولایت ایزو را بر عهده داشت.